# Paraliparis megalopus
Paraliparis megalopus és una espècie de peix pertanyent a la família dels lipàrids.

## Descripció
- El mascle fa 13,9 cm de llargària màxima i la femella 15,2.[5]

## Hàbitat
És un peix marí i batidemersal que viu entre 2.830 i 3.585 m de fondària.

## Distribució geogràfica
Es troba al Pacífic nord-oriental: Oregon (els Estats Units).

## Observacions
És inofensiu per als humans.